# Ben Kelso
Benjamin "Ben" Kelso (Flint, Míchigan, 11 de abril de 1949) es un exjugador y entrenador de baloncesto estadounidense que disputó una temporada en la NBA. Con 1,91 metros de estatura, jugaba en la posición de base.

## Trayectoria deportiva

### Universidad
Jugó durante tres temporadas con los Chippewas de la Universidad de Central Michigan, en las que promedió 22,3 puntos por partido. Ostenta hoy en día el récord de promedio de puntos en una temporada, con 25,4 puntos, llegando a anotar 49 en un partido. En 1973 fue incluido en el mejor quinteto de la Mid-American Conference.

### Profesional
Fue elegido en el puesto 129 del Draft de la NBA de 1973 por Detroit Pistons, y por los Utah Stars en la décima ronda del Draft de la ABA, fichando por los primeros. Allí jugó una única temporada, en la que fue uno de los jugadores menos utilizados, promediando 1,8 puntos por partido.

### Entrenador
Tras retirarse, entrenó durante muchos años a equipos de high school, además de ser asistente durante cuatro temporadas en la Universidad Eastern Michigan y una más en la Universidad de Kansas St..

## Estadísticas de su carrera en la NBA

### Temporada regular
| Temporada | Edad | Equipo          | Liga | P  | TIT | MIN | TC  | TCA | %TC  | 3P | 3PA | %3P | TL  | TLA | %TL  | R.OF. | R.DEF. | REB | ASIS | ROB | TAP | PER | FP  | PTS |
| 1973-74   | 24   | Detroit Pistons | NBA  | 46 |     | 6.5 | 0.8 | 2.1 | .365 |    |     |     | 0.3 | 0.5 | .682 | 0.3   | 0.3    | 0.7 | 0.4  | 0.3 | 0.0 |     | 1.0 | 1.8 |
| Total     |      |                 | NBA  | 46 |     | 6.5 | 0.8 | 2.1 | .365 |    |     |     | 0.3 | 0.5 | .682 | 0.3   | 0.3    | 0.7 | 0.4  | 0.3 | 0.0 |     | 1.0 | 1.8 |

### Playoffs
| Temporada | Edad | Equipo          | Liga | P | TIT | MIN | TC  | TCA | %TC  | 3P | 3PA | %3P | TL  | TLA | %TL | R.OF. | R.DEF. | REB | ASIS | ROB | TAP | PER | FP  | PTS |
| 1973-74   | 24   | Detroit Pistons | NBA  | 1 |     | 1.0 | 0.0 | 2.0 | .000 |    |     |     | 0.0 | 0.0 |     | 0.0   | 1.0    | 1.0 | 1.0  | 0.0 | 0.0 |     | 0.0 | 0.0 |
| Total     |      |                 | NBA  | 1 |     | 1.0 | 0.0 | 2.0 | .000 |    |     |     | 0.0 | 0.0 |     | 0.0   | 1.0    | 1.0 | 1.0  | 0.0 | 0.0 |     | 0.0 | 0.0 |